# Nederlandse Antillen op de Olympische Zomerspelen 2008
De Nederlandse Antillen nam deel aan de Olympische Zomerspelen 2008 in Peking, China. Het was de dertiende deelname van de Nederlandse Antillen aan de Zomerspelen. Er werd geen medaille gehaald.

## Diskwalificatie Martina
In Peking leek sprinter Churandy Martina zilver te winnen op de 200 meter, maar hij werd gediskwalificeerd omdat hij net naast zijn baan had gelopen. Een arbitragezaak bij het Hof van Arbitrage voor Sport om de diskwalificatie ongedaan te maken vanwege procedurefouten werd ongegrond verklaard.

## Deelnemers en resultaten
De deelnemer in de schietsport nam deel op uitnodiging van de Olympische tripartitecommissie.
 (m) = mannen, (v) = vrouwen 
| Sport    | Olympiër (deelname)  | Discipline                | Resultaat    | Prestatie |
| -------- | -------------------- | ------------------------- | ------------ | --- |
| Atletiek | Churandy Martina (2) | 100 m (m)                 | 4e           | 1R serie 10: 10,35 (1e; 27e tijd) 2R serie 1: 9,99 NR (1e; 2e tijd) HF 2: 9,94 NR (3e; 4e tijd) F: 9,93 NR          |
| Atletiek | Churandy Martina (2) | 200 m (m)                 | disk.        | 1R serie 7: 20,78 (3e; 24e tijd) 2R serie 3: 20,42 (2e; 10e tijd) HF 1: 20,11 NR (1e; 2e tijd) F: Gediskwalificeerd |
| Schieten | Philip Elhage (1)    | 10 meter luchtpistool (m) | 46e          | 566 punten (93-99-93-93-94-94)                                                                                      |
| Zwemmen  | Rodion Davelaar (1)  | 50m vrij (m)              | series (57e) | serie 6: 24,21 (2e)                                                                                                 |

Afghanistan · Albanië · Algerije · Amerikaanse Maagdeneilanden · Amerikaans-Samoa · Andorra · Angola · Antigua en Barbuda · Argentinië · Armenië · Aruba · Australië · Azerbeidzjan · Bahama's · Bahrein · Bangladesh · Barbados · België · Belize · Benin · Bermuda · Bhutan · Bolivia · Bosnië en Herzegovina · Botswana · Brazilië · Britse Maagdeneilanden · Bulgarije · Burkina Faso · Burundi · Cambodja · Canada · Centraal-Afrikaanse Republiek · Chili · China · Chinees Taipei · Colombia · Comoren · Congo-Brazzaville · Congo-Kinshasa · Cookeilanden · Costa Rica · Cuba · Cyprus · Denemarken · Djibouti · Dominica · Dominicaanse Republiek · Duitsland · Ecuador · Egypte · El Salvador · Equatoriaal-Guinea · Eritrea · Estland · Ethiopië · Fiji · Filipijnen · Finland · Frankrijk · Gabon · Gambia · Georgië · Ghana · Grenada · Griekenland · Groot-Brittannië · Guam · Guatemala · Guinee · Guinee‑Bissau · Guyana · Haïti · Honduras · Hongarije · Hongkong · Ierland · IJsland · India · Indonesië · Irak · Iran · Israël · Italië · Ivoorkust · Jamaica · Japan · Jemen · Jordanië · Kaaimaneilanden · Kaapverdië · Kameroen · Kazachstan · Kenia · Kirgizië · Kiribati · Koeweit · Kroatië · Laos · Lesotho · Letland · Libanon · Liberia · Libië · Liechtenstein · Litouwen · Luxemburg · Macedonië · Madagaskar · Malawi · Malediven · Maleisië · Mali · Malta · Marshalleilanden · Marokko · Mauritanië · Mauritius · Mexico · Micronesië · Moldavië · Monaco · Mongolië · Montenegro · Mozambique · Myanmar · Namibië · Nauru · Nederland · Nederlandse Antillen · Nepal · Nicaragua · Nieuw-Zeeland · Niger · Nigeria · Noord-Korea · Noorwegen · Oeganda · Oekraïne · Oezbekistan · Oman · Oostenrijk · Oost‑Timor · Pakistan · Palau · Palestina · Panama · Papoea-Nieuw-Guinea · Paraguay · Peru · Polen · Portugal · Puerto Rico · Qatar · Roemenië · Rusland · Rwanda · Saint Kitts en Nevis · Saint Lucia · Saint Vincent en Grenadines · Salomonseilanden · Samoa · San Marino · Sao Tomé en Principe · Saoedi-Arabië · Senegal · Servië · Seychellen · Sierra Leone · Singapore · Slovenië · Slowakije · Soedan · Somalië · Spanje · Sri Lanka · Suriname · Swaziland · Syrië · Tadzjikistan · Tanzania · Thailand · Togo · Tonga · Trinidad en Tobago · Tsjaad · Tsjechië · Tunesië · Turkije · Turkmenistan · Tuvalu · Uruguay · Vanuatu · Venezuela · Verenigde Arabische Emiraten · Verenigde Staten · Vietnam · Wit-Rusland · Zambia · Zimbabwe · Zuid-Afrika · Zuid-Korea · Zweden · Zwitserland
Uitgesloten van deelname: Brunei